# Otto Stich

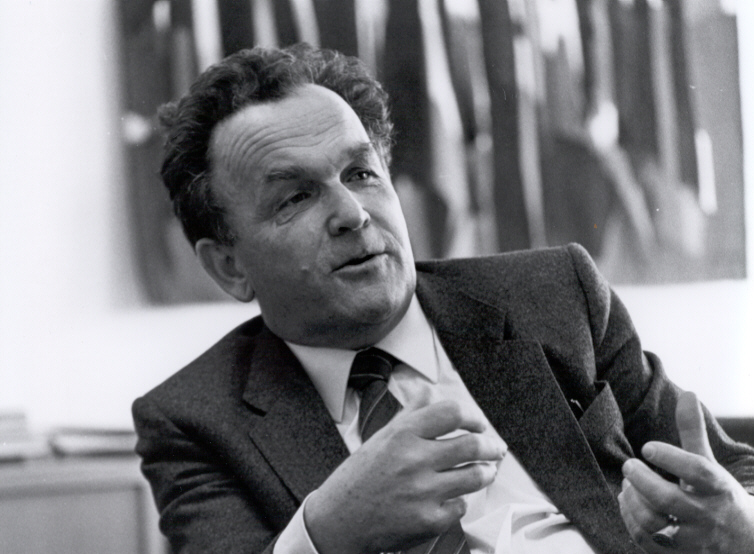
Otto Stich

Otto Stich (Bazel, 10 januari 1927 – Dornach, 13 september 2012) was een Zwitsers politicus.

## Vroege carrière
Stich sloot zich aan bij de Sociaaldemocratische Partij van Zwitserland (1947) en promoveerde in 1955 als doctor in de economische wetenschappen. Vanaf 1953 werkte hij voor de algemene rekenkamer van Dornach en in 1957 werd hij in de gemeenteraad van Dornach gekozen. Van 1957 tot 1965 was hij voorzitter van de gemeenteraad (Gemeindeammann) van Dornach.

## Carrière in de landelijke politiek
In 1959 stelde hij zich kandidaat voor de Nationale Raad, maar werd niet gekozen. Op 2 december 1963 werd hij wel in de Nationale Raad gekozen, waarvan hij lid bleef tot 1983. Tijdens zijn lidmaatschap van de Nationale Raad was Stich met ingang van 1971 voorzitter van de commissie Financiën en Economie.
In 1970 werd Stich personeelschef van Coop, de op een na grootste Zwitserse detailhandelonderneming.

## Lid van de Bondsraad
Op 7 december 1983 werd Stich als opvolger van Willy Ritschard in de Bondsraad gekozen, hoewel Lilian Uchtenhagen de officiële kandidate was van de partij. Hij beheerde het Departement van Financiën. Op 31 augustus 1995 kondigde hij zijn terugtreden aan en op 31 oktober 1995 trad hij af. Hij werd opgevolgd door Moritz Leuenberger.

## President
In 1987 en in 1994 was Stich vicepresident en in 1988 en in 1994 was hij bondspresident. Als president ontving hij de presidenten Mário Soares van Portugal (1988) en Lech Wałęsa van Polen (1994). In Genève ontving hij Hafiz al-Assad van Syrië en Bill Clinton van de Verenigde Staten van Amerika. Hij vertegenwoordigde Zwitserland bij de ceremonies in Zuid-Afrika dat het hoofdstuk van de apartheid afsloot.
Na zijn aftreden schreef hij enige tijd politieke en maatschappelijke artikelen.